# Miracle on 34th Street (pel·lícula de 1947)
Miracle on 34th Street és una pel·lícula estatunidenca dirigida per George Seaton estrenada el 1947. La pel·lícula va obtenir tres Oscars i un Globus d'Or el 1948.

## Argument
Doris Walker, empleada de la cadena de botigues ‘‘Macy ‘‘, busca desesperadament algú per interpretar el paper del pare Noël per tal d'animar la seva botiga durant les festes. Contracta finalment Kris Kringle, un hurluberlu que pretén ser el verdader pare Noël. Davant l'escepticisme de l'empresari, i també de la filla d'aquest, Susan, Kris decideix anar al tribunal per aportar públicament la prova de la seva identitat.

## Repartiment
- Maureen O’Hara: Doris Walker
- John Payne: Frederick M. Gailey
- Edmund Gwenn: Kris Kringle
- Natalie Wood: Susan Walker, filla de Doris
- Percy Helton: Santa Claus
- Gene Lockhart: Henry X. Harper
- Philip Tonge: Julian Shellhammer
- Lela Bliss: Sra. Shellhammer
- Alvin Greenman: Alfred
- Porter Hall: Granville Sawyer
- Harry Antrim: R. H. Macy
- Herbert Heyes: M. Gimbel
- James Seay: Doctor Pierce
- Thelma Ritter: La mare de Peter
- Theresa Harris: Cleo
- William Frawley: Charlie Halloran
- Jerome Cowan: M. Mara
- Ann Staunton: Sra. Mara
- Bobby Hyatt: Thomas Mara Jr
- Jack Albertson: El carter
- Guy Thomajan: Lou

Actors que no surten als crèdits
- Mary Field: la mare de la filla holandesa
- Robert Gist: Un empleat del magatzem
- Theresa Harris: Cleo
- Marlene Lyden: la jove holandesa

## Premis i nominacions

### Premis
- 1948: Oscar al millor actor secundari per Edmund Gwenn
- 1948: Oscar al millor guió original per Valentine Davies
- 1948: Oscar al millor guió adaptat per George Seaton
- 1948: Globus d'Or al millor actor secundari per Edmund Gwenn
- 1948: Globus d'Or al millor guió per George Seaton

### Nominacions
- 1948: Oscar a la millor pel·lícula

## Al voltant de la pel·lícula
- Han estat rodats tres remakes per la televisió, així com una nova versió al cinema el 1994:  Miracle on 34th Street de Les Mayfield amb Richard Attenborough en el paper de Kris Kringle i Elizabeth Perkins